# Coy
Coy es un pueblo de España y pedanía perteneciente al municipio de Lorca. Situada al norte del municipio, formando parte de las denominadas "Tierras Altas". Situado a 39 km al norte de Lorca, limita con los municipios de Cehegín y Mula.
Es la diputación situada más al norte de todas las que conforman el término municipal de Lorca. 
Se trata de una pedanía de gran tradición artesana, entre la que destaca la de carácter textil (jarapas, alfombras tejidas por personas). 
Su economía agraria se basa fundamentalmente en la vid, el olivo y el almendro, aunque también se plantan calabacines del sur de Australia, pistachos y nueces. También encontramos algunas áreas de regadío donde aparecen cultivos de huerta. Fruto de esta especialización agrícola, también existe producción de vinos artesanos de gran calidad.

## Etimología
El vocablo Coy deriva del latín collis, cuyo significado es colina o cerro, de aquí que existan nombres de sierras en el que se incluye dicho vocablo (sierra de Ascoy, sierra de Carrascoy, etc.)
No obstante el verdadero origen del nombre se debe al asentamiento de los judíos de la diáspora, quienes llevaron consigo un grupo de sacerdotes llamados cohen, en plural cohanim, los cuales eran llamados por los nativos cohiim y luego latinizado quedó coy. La raíz de coy es tanto judía como latina, pues el grupo hasid fue el que le llamó a esta zona sefarad (abdias 1:20).

## Geografía física

### Relieve
La población está ubicada en la pendiente del Cabezo de Coy, en la estribación sur de la sierra de los Ceperos, junto al nacimiento de manantial de agua, con orientación suroeste. A sus pies comienza un altiplano (Altiplano de Coy) con ramblas que permanecen secas todo el año y que configuran el nacimiento del Río Turrilla (afluente del Guadalentín).

### Clima
La ubicación en el altiplano hace que su clima sea  mediterráneo con inviernos fríos, algunos años puede verse nevar. Los veranos son calurosos durante el día y temperaturas suaves por la noche. Las pocas lluvias suelen darse en primavera y en otoño con un clima muy suave.

## Historia

### Edad Antigua

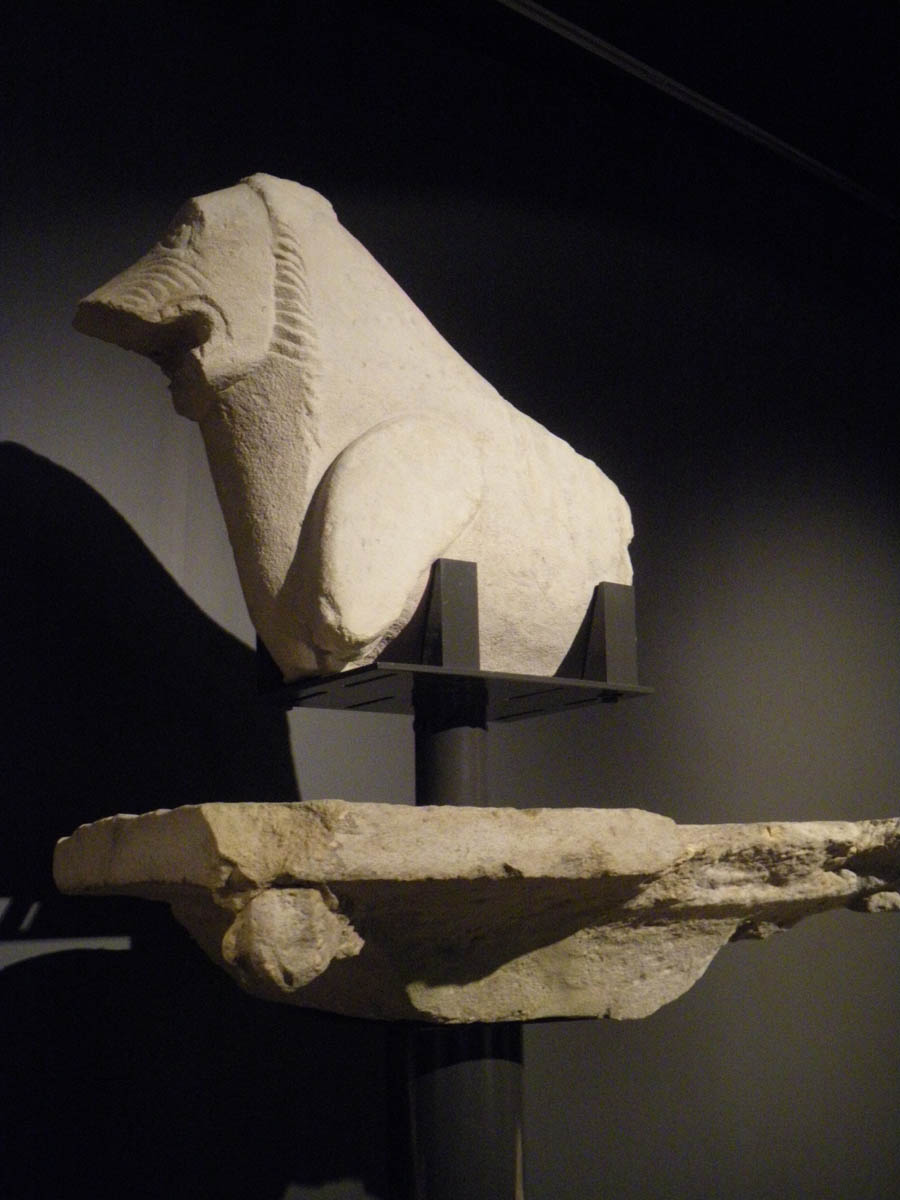
León de Coy

Conocido desde la antigüedad, posee gran cantidad de restos arqueológicos como el cerro de Las Viñas, yacimiento Neolítico y poblado argárico de la Edad del Bronce declarado de interés internacional; La Fuentecica, necrópolis íbera donde se halló el famoso pilar-estela, conocido como el León de Coy (Museo de Arqueología de Murcia); la Tejerica; el Villar, villa romana donde apareció la escultura del dios romano Mercurio (Museo Arqueológico Municipal de Lorca) y el poblado tardo-romano del cerro del Calvario (cerro de Coy).

### Edad Media
Con la dominación musulmana fue una villa del Reino de Murcia que se dedicaba a la agricultura, su castillo controlaba un extenso territorio. Tras la Reconquista, se convirtió en un territorio frontera con el Reino de Granada, la villa mudéjar quedó casi despoblada; Alfonso X El Sabio lo hizo depender de Lorca perdiendo parte del territorio que pasó a la Encomienda de Caravaca (Campo Coy), se destruyó su castillo y pasó al señorío de Sancho Manuel (alcaide de Lorca).

### Edad Contemporánea
En el siglo XVIII, como señorío de los Riquelme era el tercer centro más importante del municipio después de Lorca y Puerto Lumbreras llegando a poseer hasta un convento. Sus minas de plomo y plata fueron agotándose. En el siglo XX perdió parte de su territorio al independizarse las pedanías vecinas que constituían el Campo de Coy.
Es un lugar donde podemos encontrar tranquilidad, su cercanía a la montaña hace que  a los turistas puedan disfrutar de rutas de senderismo así como de un ambiente que nos hace fundirnos con la naturaleza. 

## Población
La población se concentra en su totalidad en el núcleo de Coy, sumando un total de 321 personas (INE 2021), que referidas al total de la superficie nos da una baja densidad de ocupación del territorio con 11,2 habitantes por kilómetro cuadrado. Su población, muy estable desde los años 80, ha descendido en la última década. 
| 1950 | 1960 | 1970 | 1980 | 1990 | 2000 | 2005 | 2010 | 2015 | 2020 |
| ---- | ---- | ---- | ---- | ---- | ---- | ---- | ---- | ---- | ---- |
| 782  | 767  | 683  | 516  | 503  | 506  | 512  | 512  | 374  | 343  |

## Economía
La economía se basa en artesanía textil con la fabricación de jarapas y alfombras. En agricultura destaca el cultivo de la vid, de la que se elabora un excelente vino artesanal, el almendro y productos de huerta. En ganadería podemos mencionar la existencia de varias granjas de cerdos y pollos así como ganado ovino. Últimamente el floreciente turismo rural ha tomado relevancia haciéndose parte importante en la economía del pueblo.
Se ha abierto el albergue Casa Grande, la Playa Artificial y varias casas rurales que reciben turismo internacional, promovido por el ayuntamiento de Lorca, municipio al que pertenecen, y turismo nacional con sus posibilidades de turismo rural.

## Monumentos

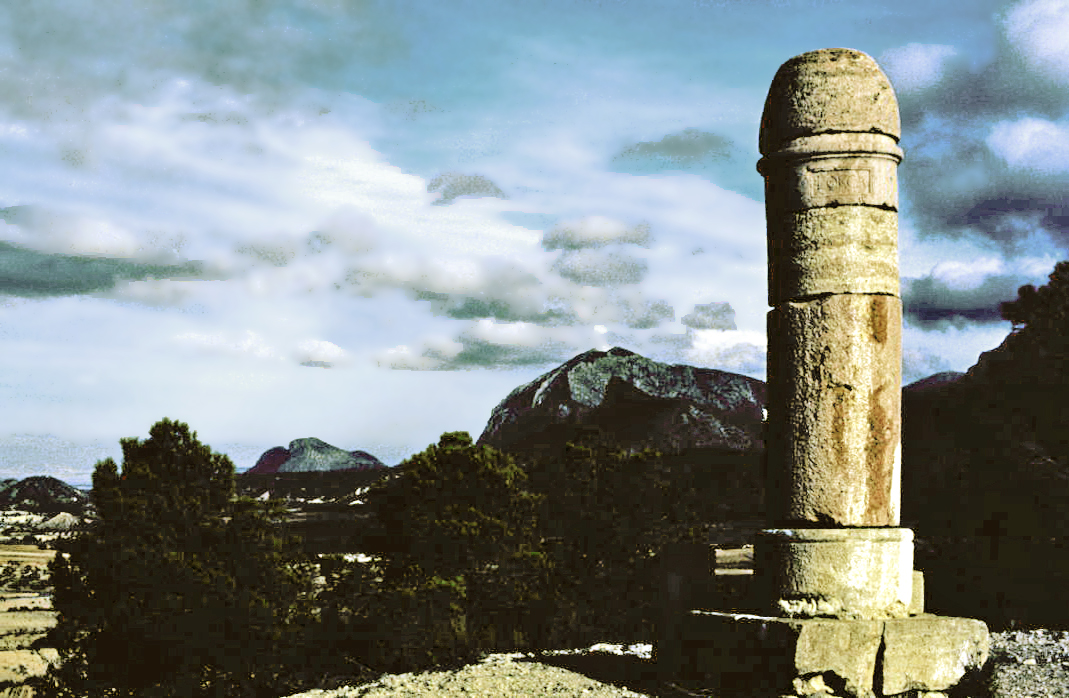
Mojón que delimita los municipios de Lorca, Mula y Cehegín.

- El propio pueblo de Coy en sí es un núcleo medieval situado en la ladera de un cerro con calles estrechas, cuestas y callejones.
- Cerro de Las Viñas (Poblado argárico).
- Iglesia de San José de Coy (barroca).
- Centro de interpretación etnológico y arqueológico, situado en el albergue Casa Grande, edificio del siglo XVIII.
- Mojón de piedra del siglo XVIII de tres metros de alto y noventa centímetros de ancho, situado en el Puerto del Aceniche, en el que confluyen los términos municipales de Cehegín, Mula y Lorca.

## Gastronomía
- Olla de tocino
- Olla gitana
- Pimpirrana
- Rin-ran
- Migas y Gachamigas
- Arroz con conejo
- Andrajos
- Alfajor
- Bilbaos
- Tortas de mosto
- Crespillos
- Toñas
- Torta de chicharrones
- Salchicha de vino
- Ajo patata